# José Calderón (futebolista)
José de Jesus Calderón Frias (Cidade do Panamá, 14 de agosto de 1985) é um futebolista profissional panamenho que atua como goleiro, atualmente defende o Chorrillo.

## Carreira
José Calderón fez parte do elenco da Seleção Panamenha de Futebol da Copa América de 2016.